# John Lynch-Staunton
John George Lynch-Staunton (* 19. Juni 1930 in Montreal; † 17. August 2012 in der Provinz Alberta) war ein kanadischer Politiker und Senator. Er war kommissarisch Parteivorsitzender der Konservativen Partei.

## Leben

### Hintergrund und frühe politische Karriere
Lynch-Staunton wurde 1930 in Montreal geboren und besuchte dort das Collège Stanislas und das Collège Jean-de-Brébeuf. Er erhielt 1953 seinen Bachelor in Diplomatischem Dienst von der Georgetown University in Washington, D.C. und machte von 1953 bis 1955 seinen Master in kanadischer Geschichte an der Queen’s University in Kingston, Ontario.
Lynch-Staunton heiratete 1958 Juliana de Kuyper und wurde Vater von fünf Kindern.
1960 wurde er als Mitglied der Parti civique de Montréal in den Stadtrat von Montreal gewählt und 1962, 1966 und 1970 wiedergewählt. Er unterlag 1968 bei einer Nachwahl für die Nationalversammlung von Québec.

### Senator
Premierminister Brian Mulroney ernannte Lynch-Staunton 1990 zum Senator, wo er im darauffolgenden Jahr stellvertretender Fraktionsführer der Regierung wurde und nach der Unterhauswahl 1993 das Amt des Oppositionsführers ausübte. Er bekleidete dieses Amt bis September 2004 und schied im Juni 2005 aus dem Parlament aus, als er das vorgeschriebene Pensionierungsalter von 75 Jahren erreichte.

### Kommissarischer Vorsitzender der Konservativen Partei
Am 8. Dezember 2003 wurde Lynch-Staunton kommissarischer Vorsitzender der Konservativen Partei, nachdem diese aus einer Fusion der Kanadischen Allianz und der Progressiv-konservativen Partei hervorging.